# کیم هو جونگ
کیم هو جونگ (کره‌ای: 김호정؛ زادهٔ ۱۰ مارس ۱۹۶۸) بازیگر اهل کره جنوبی است.

## فیلم‌شناسی

### مجموعه تلویزیونی
| سال  | عنوان                       | نقش          | منابع |
| ---- | --------------------------- | ------------ | ----- |
| ۲۰۰۴ | شب‌های گرمسیری در ماه دسامبر |              |       |
| ۲۰۱۵ | شایعه شنیده شده             | اوم سو جونگ  |       |
| ۲۰۱۸ | همیشه سبز                   |              |       |
| ۲۰۱۸ | معشوقه                      | نا یون جونگ  |       |
| ۲۰۱۸ | شرکال عدالت                 | اوه هوا سو   |       |
| ۲۰۱۹ | سرگذشت آسدال                | چو سول       | [ ۳ ] |
| ۲۰۱۹ | خیلی قانونی                 | پروفسور سونگ | [ ۴ ] |
| ۲۰۲۰ | جستجو                       | یونگ هی را   |       |
| ۲۰۲۱ | اوه مستر                    | یون جونگ هوا |       |
| ۲۰۲۱ | بازتابی از تو               | لی جونگ اوک  | [ ۵ ] |
| ۲۰۲۲ | دکتر وکیل                   | جو جونگ هیون | [ ۶ ] |